# Agustín Balbuena
Agustín Alberto Balbuena (ur. 1 września 1945 w Santa Fe, zm. 9 marca 2021 w Buenos Aires) – argentyński piłkarz, grający podczas kariery na pozycji napastnika.

## Kariera klubowa
Agustín Balbuena rozpoczął karierę w klubie CA Colón w 1964 roku. Rok później awansował z Colónem do Primera División. Rok 1970 spędził w Rosario Central, po czym przeszedł do Independiente Avellaneda, w którym grał przez kolejne 5 lat. Z Central United zdobył mistrzostwo Argentyny w forumle Metropolitano w 1971, czterokrotnie Copa Libertadores w 1972, 1973, 1974 i 1975 oraz Puchar Interkontynentalny w 1973. W 1972 w rozgrywkach Copa Libertadores Balbuena strzelił 3 bramki i wystąpił w obu meczach finałowych z peruwiańskim Universitario Lima. W następnym roku zdobył w Copa Libertadores 2 bramki oraz wystąpił w dwóch pierwszych meczach finałowych z chilijskim CSD Colo-Colo. W tym samym roku wystąpił w wygranym 1-0 meczu o Puchar Interkontynentalny z Juventusem.
W 1974 w Copa Libertadores strzelił 3 bramki, w tym jedną w drugim meczu finałowym z São Paulo FC. W 1975 Balbuena wystąpił we wszystkich trzech meczach finałowych Copa Libertadores z Unión Española. W 1976 został zawodnikiem Racing Club de Avellaneda. Ogółem w latach 1965–1976 rozegrał 324 spotkań, w których strzelił 67 bramek. Po paru miesiącach wyjechał do kolumbijskiego klubu Atlético Bucaramanga. Ostatnim klubem w karierze Balbueny był salwadorski FAS Santa Ana, w którym zakończył karierę w 1978. Z FAS zdobył mistrzostwo Salwadoru w 1978.

## Kariera reprezentacyjna
W reprezentacji Argentyny Balbuena zadebiutował 9 września 1973 w wygranym 4-0 meczu eliminacji MŚ 1974 z Boliwią. Rok później został powołany na mistrzostwa świata. Na mundialu w RFN Balbuena wystąpił w czterech meczach z: Polską, Haiti, Holandią i Brazylią. Ogółem w barwach albicelestes wystąpił 10 razy.